# Školjić (Pašman)
Koordinati:   43°58′38″N, 15°21′25″E
Školjić je majhen nenaseljen otoček v Jadranskem morju. Pripada Hrvaški.
Otoček, ki ima površino manjšo od 0,01 km², leži okoli 0,7 km vzhodno od naselja Neviđane na otoku Pašman.